# Humiriastrum melanocarpum
Espèce
Synonymes
- Sacoglottis melanocarpa Cuatrec.[1]

Statut de conservation UICN

 VU  : Vulnérable
Humiriastrum melanocarpum est une espèce de plantes à fleurs de la famille des Humiriaceae endémique de la Colombie.

## Publication originale
- Contributions from the United States National Herbarium 35(2): 145. 1961. (14 Apr 1961)